# رایس لیک (مینه‌سوتا)
رایس لیک (به انگلیسی: Rice Lake) یک شهر در ایالات متحده آمریکا است که در شهرستان سنت لوئیس، مینه‌سوتا واقع شده‌است. رایس لیک ۸۶٫۸ کیلومتر مربع مساحت و ۱٬۲۷۵ نفر جمعیت دارد.